# Alisa Camplin
Alisa Peta Camplin-Warner AM (* 10. November 1974 in Melbourne) ist eine australische ehemalige Freestyle-Skispringerin. Sie wurde je einmal Weltmeisterin und Olympiasiegerin.

## Biografie
Ursprünglich war sie eine Kunstturnerin und studierte Informationstechnologie an der Swinburne University of Technology in Melbourne. Inspiriert von den Leistungen der dreifachen Olympiateilnehmerin Kirstie Marshall, wollte sie ebenfalls Freestylerin werden, obwohl sie überhaupt nicht Ski fahren konnte. Zu diesem Zweck wandte sie sich 1994 an das „Olympic Winter Institute of Australia“. Ihre Sprünge trainierte sie in einem kleinen See in Wandin, einem Vorort von Melbourne. Im Verlaufe ihrer Karriere erlitt sie zahlreiche Verletzungen, darunter ein gebrochenes Schlüsselbein, eine gebrochene Hand und neun Gehirnerschütterungen.
Vor den Olympischen Winterspielen 2002 in Salt Lake City hatte sie im Freestyle-Skiing-Weltcup zwar einige Top-10-Platzierungen vorzuweisen, aber noch keinen Sieg. Ihre Landsfrau Jacqui Cooper galt als große Favoritin, doch sie erlitt eine Woche vor dem olympischen Wettkampf eine Knieverletzung. Ziemlich überraschend gewann Camplin die Goldmedaille. Später sagte sie aus, der völlig überraschende Olympiasieg des Shorttrack-Läufers Steven Bradbury habe sie beflügelt. Vier Tage nach dem Sieg, am 22. Februar 2002, gab die australische Post ihr zu Ehren eine Briefmarke zu 45 Cent heraus. Die Erfolge von Camplin und Bradbury lösten in Australien einen Wintersport-Boom aus.
Dass ihr Erfolg kein Zufall gewesen war, bewies Camplin an der Freestyle-WM 2003 in Deer Valley mit dem Gewinn des Weltmeistertitels. Außerdem gewann sie 10 Weltcupwettbewerbe (Stand: Ende Februar 2006) und gewann in den Saisons 2002/03 und 2003/04 die Weltcup-Disziplinenwertung.
Im Oktober 2005 erlitt sie eine ernsthafte Knieverletzung. Um die Heilung zu beschleunigen, griff sie zu einer ungewöhnlichen Methode und ließ sich die gespendete Sehne eines Verstorbenen implantieren. Nur gerade elf Wochen nach dem Eingriff nahm sie das Training wieder auf und qualifizierte sich mit einem vierten Platz beim Weltcupspringen in Lake Placid für die Olympischen Winterspiele 2006. Während der Eröffnungsfeier trug sie die australische Flagge ins Stadion. Beim olympischen Wettkampf in Sauze d’Oulx gewann sie hinter der Schweizerin Evelyne Leu und der Chinesin Li Nina die Bronzemedaille.

## Erfolge

### Olympische Spiele
- Salt Lake City 2002: 1. Aerials
- Turin 2006: 3. Aerials

### Weltmeisterschaften
- Hasliberg 1999: 7. Aerials
- Whistler 2001: 11. Aerials
- Deer Valley 2003: 1. Aerials

### Weltcupwertungen
- Saison 1999/2000: 6. Aerials-Weltcup
- Saison 2000/01: 9. Gesamtweltcup, 5. Aerials-Weltcup
- Saison 2002/03: 1. Aerials-Weltcup
- Saison 2003/04: 4. Gesamtweltcup, 1. Aerials-Weltcup

### Weltcupsiege
Camplin errang 19 Podestplätze, davon 10 Siege:
| Datum            | Ort               | Land     |
| ---------------- | ----------------- | -------- |
| 12. Januar 2003  | Mont Tremblant    | Kanada   |
| 17. Januar 2003  | Lake Placid       | USA      |
| 7. Februar 2003  | Steamboat Springs | USA      |
| 5. Dezember 2003 | Ruka              | Finnland |
| 11. Januar 2004  | Mont Tremblant    | Kanada   |
| 18. Januar 2004  | Lake Placid       | USA      |
| 25. Januar 2004  | Fernie            | Kanada   |
| 31. Januar 2004  | Lake Placid       | USA      |
| 14. Februar 2004 | Harbin            | China    |
| 10. März 2004    | Sauze d’Oulx      | Italien  |

### Weitere Erfolge
- 2 Siege im Continental Cup
- 1 Sieg im Europacup